# 清堀村
清堀村（きよぼりむら）は、大阪府東成郡（当初は西成郡）にあった村。現在の大阪市天王寺区北部および中央区上町、上本町西、森ノ宮中央、玉造の各一部にあたる。

## 歴史
大坂の陣後に武家地・町人地として再活用されなかった場所を玉造平野口町の高津屋吉右衛門に肝煎させ、西成郡吉右衛門肝煎地が成立。豊臣期大坂城の空堀付近を中心に点在していたことから堀村とも呼ばれた。後に清水谷屋敷地を編入し、両者の一字を取って清堀村に改称した。

### 沿革
- 1873年（明治6年） - 西成郡吉右衛門肝煎地のうち、大阪東大組、大阪南大組の各町内に点在していた箇所が各町に編入される。同時に東成郡小橋村領内の小橋寺町、東高津村領内の八丁目東寺町、八丁目中寺町の北半、八丁目寺町の北半を吉右衛門肝煎地に編入。
- 1874年（明治7年） - 東成郡中道村字清水谷（もと清水谷屋敷地）を吉右衛門肝煎地に編入。
- 1882年（明治15年） - 吉右衛門肝煎地が清堀村に改称。
- 1889年（明治22年）4月1日 - 清堀村単独で町村制を施行し、東成郡へ転属。
- 1897年（明治30年）4月1日 - 大阪市へ編入され、東区清堀となる。
- 1900年（明治33年） - 東区寺山町、清水谷西之町、清水谷東之町、空堀通、山之下町、宰相山町、山小橋町、八丁目東寺町、八丁目中寺町および上本町、餌差町、小橋元町、中道川西町、元伊勢町、左官町、玉堀町、東阪町、玉造町、仁右衛門町の各一部となる。
- 1943年（昭和18年） - 区の境界変更により、旧村域のうち、上町筋以東かつ長堀通以南が天王寺区へ転属。